# Il cerilo
Il cerilo è il titolo comunemente dato ad un tetrastico in esametri di Alcmane, citato come esempio di mirabilia naturalistici da Antigono di Caristo.
γυῖα φέρην δύναται· βάλε δὴ βάλε κηρύλος εἴην,

ὅς τ᾿ ἐπὶ κύματος ἄνθος ἅμ᾿ ἀλκυόνεσσι ποτήται

νηλεὲς ἦτορ ἔχων, ἁλιπόρφυρος ἱαρὸς ὄρνις.»

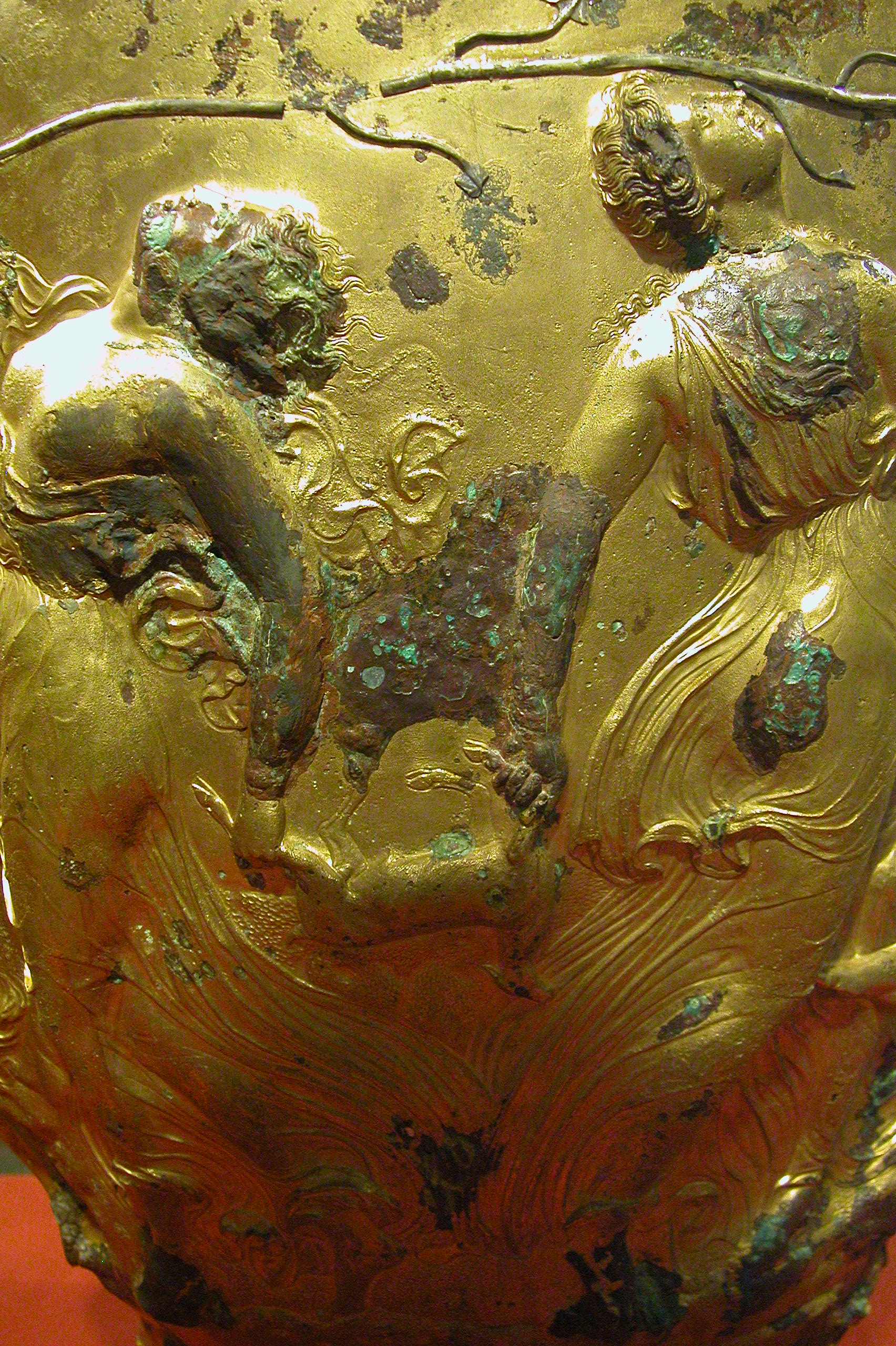
Menadi danzanti, che portano un agnello o capretto sacrificale

le mie membra mi posson trasportareː fossi, oh, fossi io un cerilo,

che sul fior dell'onda vola con l'alcioni,

avendo un cuore puro, sacro uccello d'ali purpureeǃ»
(Trad. A. D'Andria)
La fonte cita il frammento per evidenziare che gli alcioni maschi, chiamati cerili, secondo la credenza, quando diventano deboli per la vecchiaia e non sono più in grado di volare, sono trasportati dalle femmine sulle loro ali.
Quello che Alcmane si augura con le vergini del coro è che, debole per la vecchiaia e incapace di danzare con i cori e balli delle ragazze, vorrebbe, in un ultimo, malinconico slancio, essere trasportato da loro.